# Militärische Funkstation Pierre-sur-Haute
Die militärische Funkstation Pierre-sur-Haute ist eine Funkstation der französischen Armee auf dem Berg Pierre-sur-Haute, der etwa 60 Kilometer nordwestlich von Saint-Étienne in der Region Auvergne-Rhône-Alpes liegt. Sie wird für die militärische Kommunikation mit Richtfunk genutzt. Zusätzlich werden dort zwei verschiedene zivile Anlagen betrieben. Die Station befindet sich auf einem dreißig Hektar großen Gelände im Gebiet der Gemeinden Sauvain und Job. Durch das Grundstück verläuft die Grenze zwischen den Départements Loire und Puy-de-Dôme.

## Geschichte

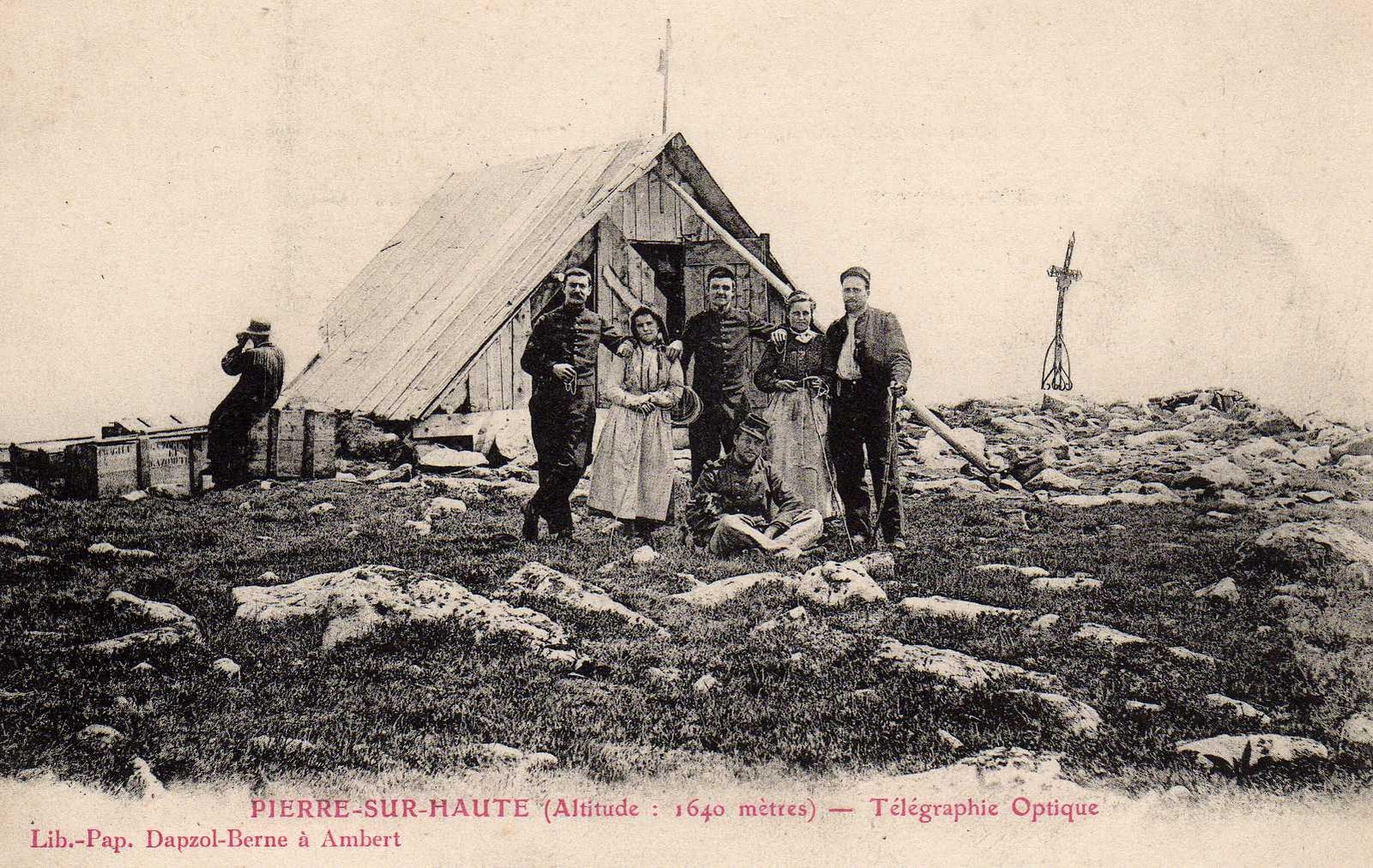
Die 1913 errichtete optische Telegrafen-Station

1913 wurde dort ein optischer Telegraf im Chappe-System errichtet. Zu dieser Zeit gab es nur ein kleines Gebäude aus Stein mit dem optischen Telegrafen auf dem Dach.
Im Jahr 1961, während des Kalten Krieges, baute die französische Armee für die NATO hier eine der 82 Stationen des Troposcatter-Funknetzes ACE High auf, das im Gegensatz zum Kurzwellenfunk auch nach einem Atomkrieg funktionieren sollte. In diesem Netzwerk war die Station Pierre-sur-Haute mit dem Rufzeichen FLYZ ein Relais zwischen der Station Lachens (FNIZ) im Süden und der Station Mont-Août (FADZ) im Norden. Es wurden vier 10-kW-Sender (zwei pro Richtung) und sechzehn Empfänger (acht pro Richtung) eingesetzt. Im Jahr 1974 übernahmen die französischen Luftstreitkräfte die Leitung der Station. Im Jahr 1988 begann die NATO mit der Stilllegung des ACE-High-Systems. Heute wird die Station weiterhin für militärische Kommunikation sowie zudem für zwei verschiedene zivile Einrichtungen genutzt.

## Aktuelle Funktion
Die Sende- und Empfangsanlage Pierre-sur-Haute wird von der französischen Luftwaffe betrieben und ist der 80 km entfernten Radareinheit Base aérienne 942 Lyon-Mont Verdun unterstellt. Sie ist eine der vier Richtfunkstationen entlang der französischen Nord-Süd-Achse, die in ständiger Kommunikation zueinander stehen. Die anderen drei sind die militärische Funkstation Lacaune, die militärische Funkstation Henrichemont und der Militärflugplatz Brétigny-sur-Orge. Die Station wird vor allem für Funkverkehr auf Teilstreitkräfte-übergreifender Ebene verwendet. Falls französische Atomwaffen eingesetzt werden sollten, könnte der Befehl dazu über diese Station weitergeleitet werden.
Die Station war Teil der Commandement Air des Systèmes de Surveillance d’Information et de Communications (CASSIC) seit deren Inbetriebnahme am 1. Januar 1994. Ab dem 1. Januar 2006 wurde die Station der Direction interarmées des réseaux d’infrastructure et des systèmes d’information (DIRISI) unterstellt.
Etwa 20 Mitarbeiter sind vor Ort, darunter Elektromechaniker, Mechaniker und Köche. Die Station wird von einem Major geleitet. Dieser Dienstgrad in der französischen Armee entspricht dem eines deutschen Oberstabsfeldwebels (NATO-Rangcode OR-9).
Neben der militärischen Nutzung unterhält der Rundfunkkonzern TDF dort eine Sendeanlage. Zudem befindet sich auf dem zivilen Sendeturm auch ein Radar-System, das von der Direction générale de l’aviation civile betrieben wird und Luftraum und Flugbewegungen des Flughafens Lyon Saint-Exupéry überwacht und sichert.

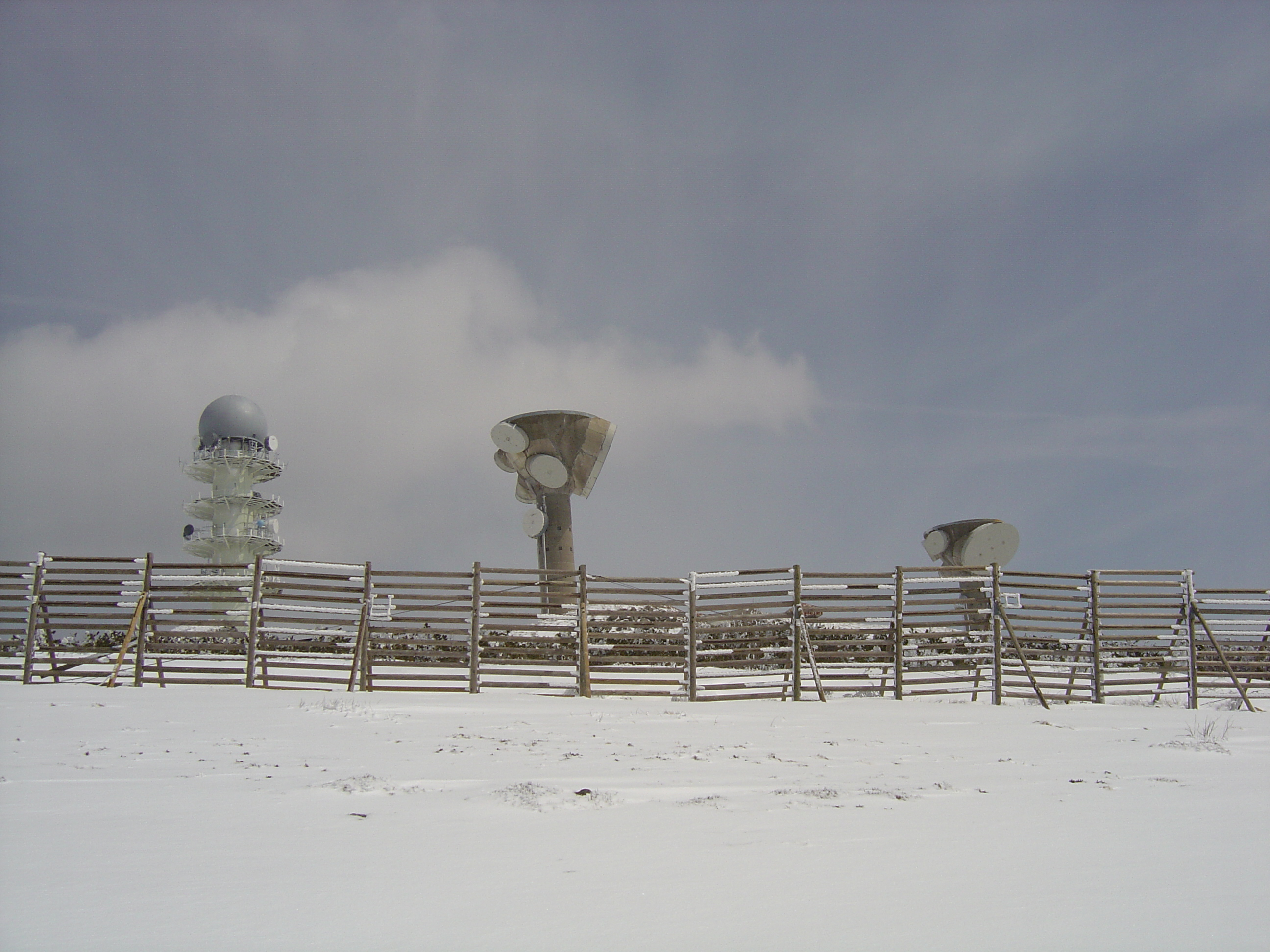
Zivile (links) und militärische Anlagen
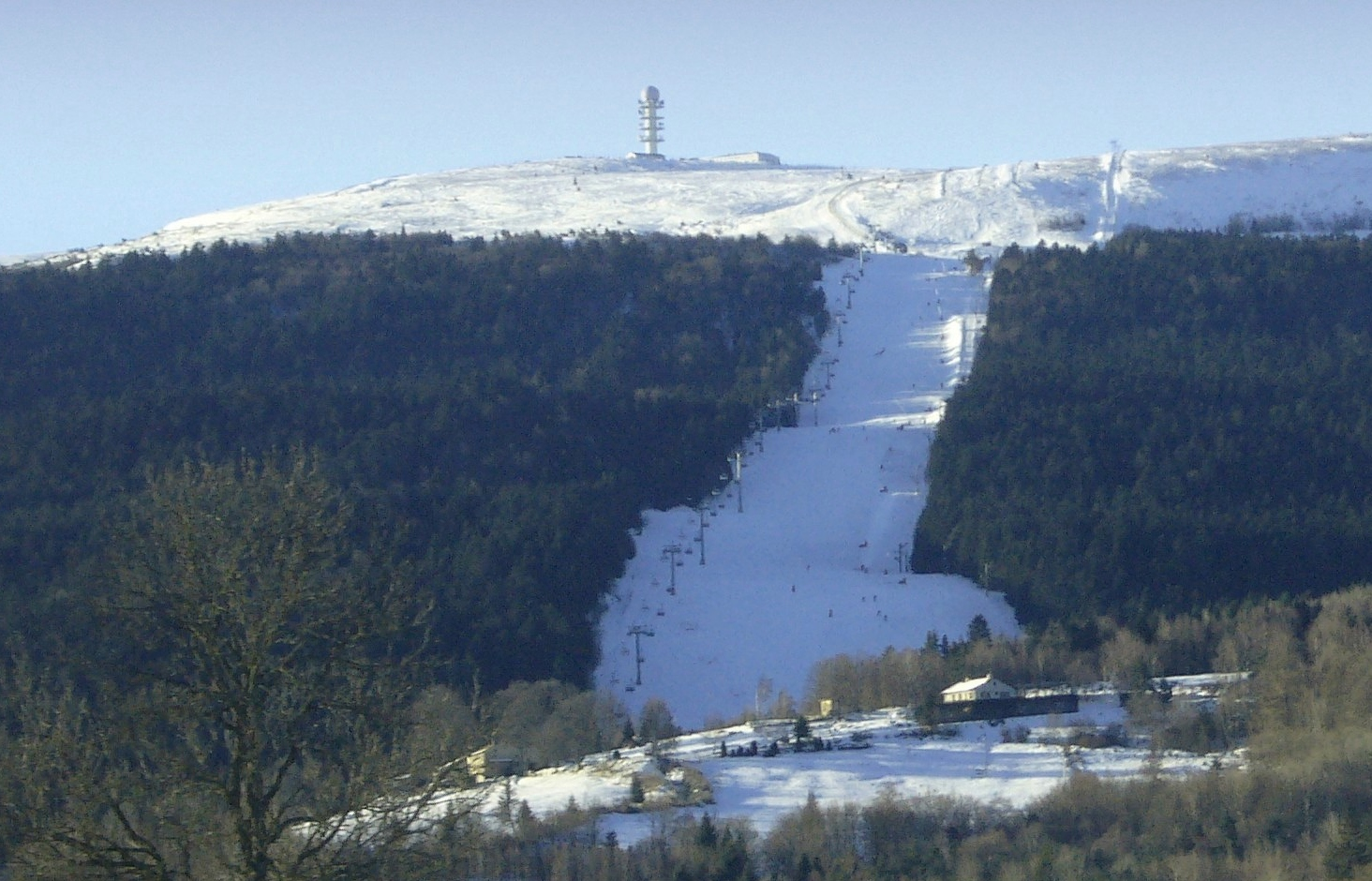
Gipfel mit dem Skigebiet von Chalmazel (am Nordosthang des Berges)

## Rechtliche Auseinandersetzung
2013 zwang der französische Inlandsgeheimdienst DCRI den Vorsitzenden des französischen Wikimedia-Vereins Wikimédia France Rémi Mathis unter Androhung von Untersuchungshaft, den französischen Wikipedia-Artikel zur Funkstation zu löschen. Da dieser Vorsitzende auch Administrator in der französischsprachigen Wikipedia war, konnte er der Forderung nachkommen. Der Artikel wurde nach kurzer Zeit wiederhergestellt und anschließend in weiteren Sprachen erstellt. Diese Entwicklung kann als Beispiel für den Streisand-Effekt angesehen werden.